# Boston Marathon 1969
De Boston Marathon 1969 werd gelopen op maandag 21 april 1969. Het was de 73e editie van de Boston Marathon.De Japanner Yoshiaki Unetani kwam als eerste over de streep in 2:13.49. Hij had hiermee een ruime voorsprong op de Mexicaan Pablo Garrido, die in 2:17.30 finishte.
Aan deze wedstrijd mochten geen vrouwen deelnemen. Desondanks deden er toch een aantal stiekem mee. De Amerikaanse Sara Mae Berman kwam als eerste vrouw aan in 3:22.46. Het duurde tot 1992 tot haar prestatie officieel werd erkend.
In totaal finishten er 1152 marathonlopers, waarvan 1149 mannen en drie vrouwen.

## Uitslagen

### Mannen
| rang   | naam             | land | tijd    |
| ------ | ---------------- | ---- | ------- |
| Goud   | Yoshiaki Unetani | JPN  | 2:13.49 |
| Zilver | Pablo Garrido    | MEX  | 2:17.30 |
| Brons  | Alfredo Penaloza | MEX  | 2:19.56 |
| 4      | Ron Daws         | USA  | 2:20.23 |
| 5      | Robert Moore     | CAN  | 2:21.28 |
| 6      | Robert Deines    | USA  | 2:22.49 |
| 7      | Jose Garcia      | MEX  | 2:23.16 |
| 8      | Patrick McMahon  | IRL  | 2:23.24 |
| 9      | Phil Hampton     | ENG  | 2:23.46 |
| 10     | Pentti Rummakko  | FIN  | 2:24.14 |

### Vrouwen
| rang   | naam            | land | tijd    |
| ------ | --------------- | ---- | ------- |
| Goud   | Sara Mae Berman | USA  | 3:22.46 |
| Zilver | Nina Kuscsik    | USA  | 3:46.00 |
| Brons  | Elaine Pederson | USA  | 3:50.00 |

1897 ·
1898 ·
1899 ·
1900 ·
1901 ·
1902 ·
1903 ·
1904 ·
1905 ·
1906 ·
1907 ·
1908 ·
1909 ·
1910 ·
1911 ·
1912 ·
1913 ·
1914 ·
1915 ·
1916 ·
1917 ·
1918 ·
1919 ·
1920 ·
1921 ·
1922 ·
1923 ·
1924 ·
1925 ·
1926 ·
1927 ·
1928 ·
1929 ·
1930 ·
1931 ·
1932 ·
1933 ·
1934 ·
1935 ·
1936 ·
1937 ·
1938 ·
1939 ·
1940 ·
1941 ·
1942 ·
1943 ·
1944 ·
1945 ·
1946 ·
1947 ·
1948 ·
1949 ·
1950 ·
1951 ·
1952 ·
1953 ·
1954 ·
1955 ·
1956 ·
1957 ·
1958 ·
1959 ·
1960 ·
1961 ·
1962 ·
1963 ·
1964 ·
1965 ·
1966 ·
1967 ·
1968 ·
1969 ·
1970 ·
1971 ·
1972 ·
1973 ·
1974 ·
1975 ·
1976 ·
1977 ·
1978 ·
1979 ·
1980 ·
1981 ·
1982 ·
1983 ·
1984 ·
1985 ·
1986 ·
1987 ·
1988 ·
1989 ·
1990 ·
1991 ·
1992 ·
1993 ·
1994 ·
1995 ·
1996 ·
1997 ·
1998 ·
1999 ·
2000 ·
2001 ·
2002 ·
2003 ·
2004 ·
2005 ·
2006 ·
2007 ·
2008 ·
2009 ·
2010 ·
2011 ·
2012 ·
2013 ·
2014 ·
2015 ·
2016 ·
2017 ·
2018 ·
2019 ·
2020 ·
2021 ·
2022